# Dactylopsila palpator
Dactylopsila palpator là một loài động vật có vú trong họ Petauridae, bộ Hai răng cửa. Loài này được Milne-Edwards mô tả năm 1888.